# گمینا ژمیگرود
گمینا ژمیگرود (به لهستانی:  Gmina Żmigród) یک گمینا در لهستان است که در شهرستان چبنیکا واقع شده‌است. گمینا ژمیگرود ۲۹۲٫۱۴ کیلومتر مربع مساحت و ۱۵٬۰۳۲ نفر جمعیت دارد.